# Jean-Baptiste Tency

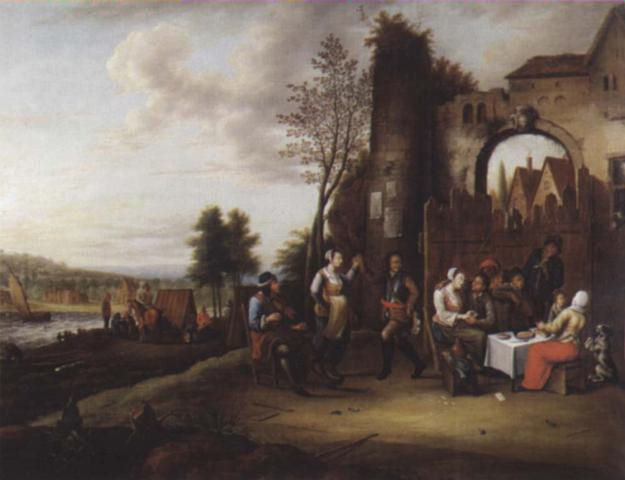
Fête dans un village près d'une auberge (1771)

Jean-Baptiste Tency (Brussel, 8 maart 1746 – Gent, 19 april 1811) was een Zuid-Nederlands kunstschilder, voornamelijk werkzaam in de omgeving van Gent.

## Jeugd
Over de afkomst en opleiding van Jean-Baptiste Tency is weinig bekend. Jean Baptiste, of Joannes Josephus Tency (ook Jean Baptiste Joseph genoemd) werd in de Brusselse parochie Sint-Gorik gedoopt als zoon van Petrus Tency (ook: Tenci) en Barbara Gerschau (ook: Gerschouw). Jean-Baptiste huwde Marie Bernaert uit Middelburg (Nederland), zij waren de ouders van Lucia-Petronilla Tency (Gent, 1792-1855).

## Levensloop
Op 21 november 2006 werd er op een veiling een vroeg schilderij Dorpsfeest nabij een herberg uit 1771 verkocht. Hij was toen nauwelijks 25 jaar oud, maar een dergelijk jeugdig werk was in die tijd zeker geen uitzondering. Er was toen veel jeugdig talent te zien op de kunstsalons.
Hij wordt echter pas voor de eerste maal vermeld in de registers op 4 augustus 1783, toen hij lid werd van de Kunstacademie in Leiden. Hij leverde in 1788 vier zeegezichten aan baron Alphonse Baut de Rasmon (1756-1833), burgemeester van Wannegem-Lede (Oost-Vlaanderen). Deze baron stond in de omgeving van Gent aangeschreven als een voornaam botanicus, bibliofiel en schilderijenverzamelaar.
Het betrof zeegezichten van twee Kalme zeeën en twee Onstuimige zeeën, zoals blijkt uit een in het Nederlands gesteld ontvangstbewijs (Stadsarchief Antwerpen). Uit hetzelfde ontvangstbewijs komt men ook te weten dat Tency in 1789 22 dagen bij de baron verbleef te Gent. Wellicht restaureerde hij er toen een aantal werken uit diens schilderijenkabinet. In 1791 verbleef Tency nog eens 21 dagen bij zijn gastheer. Volgens een ontvangstbewijs van 28 april 1791 ontving hij daarvoor 126 gulden.
Op 30 mei 1792 werd in de Pronkzaal van het Gentse Stadhuis een kunstsalon geopend. De catalogus vermeldde Tency uitdrukkelijk als woonachtig te Brussel. Er waren, volgens de catalogus, 4 marines van hem te zien: een Kabbelend water (paneel, 19,5 x 26,5 duim); een Stil water (doek, 19,5 x 26,5 duim); Winter (doek, 19,5 x 26,5duim).
Op 2 oktober 1793 ontving Tency van hogergenoemde baron de som van 130 gulden voor een schilderij “Schipbreukelingen in de Storm”. Vermoedelijk kwam dat schilderij via het legaat van 44 schilderijen door Adelaïde van den Hecke, weduwe van baron Baut de Rasmon in het Koninklijk Museum voor Schone Kunsten van Antwerpen terecht (8 januari 1859).
In 1796 nam Tency opnieuw deel aan het Gentse kunstsalon, ditmaal met landschappen en zeegezichten, o.a. met een Tempeest. De Gentse kunstschilder Antoon Steyvaert (1795-1863) toonde bij dezelfde gelegenheid een kopie naar een Storm op zee van Tency.
Ook na 1800 is Tency nog enkele keren terug te vinden in Gentse tentoonstellingscatalogi : 1804 “Storm op zee bij maanverlichte nacht” (olieverf op paneel); 1806 “Storm op zee bij dag”, “Storm op zee bij nacht”. Het betrof twee wandschilderijen, elk 20 x 28 duim: 1808, “Kalme Zee” en “Bewogen zee”.
De catalogus van 1808 vermeldt uitdrukkelijk dat Tency toen woonde in Gent. Dit is de laatste vermelding van Tency en daarna verliezen we voorlopig elk spoor van hem.
In de catalogus van het Gentse Salon 1814 duiken twee kleinkinderen van Tency op: Pierre Tency en Auguste Hermel, die elk een kopie naar eenzelfde “Storm op zee” van hun grootvader exposeren. Auguste van Lokeren exposeerde tegelijk een kopie naar een marine van Tency, toen in de verzameling van de heer Surmont te Gent.
Tency was destijds in tal van andere Gentse schilderijenkabinetten vertegenwoordigd, o.a. in dat van juffrouw Marie Maes met twee pendants: een marine bij kalm weer en één bij storm, beide geveild te Gent te op 25 okt. 1837. Op 23 april 1849 ging de verzameling van de Gentenaar J. B. Gheldolf te Brussel onder de hamer. Van Tency waren er een “Woelige zee op een mooie winterdag” en een “Zonsondergang op zee bij kalm weer” bij. Beide werken werden omschreven als in de stijl van Willem van de Velde de Jonge.

## Tency en de marineschilders uit het neoclassicisme
De jaren van Tency’s opleiding en eigenlijke loopbaan komen dus overeen met de periode van het neoclassicisme. Belangrijke marineschilders moet men in die tijd vooral in Frankrijk, Engeland en in mindere mate in Noord-Nederland zoeken: Joseph Vernet (1714-1789), Jean-Baptiste Pilement (1728-1808), Pierre-Jacques Volaire (1729-1802), Philippe-Jacques de Loutherbourg (1740-1812), Nicolas Ozanne en Pierre Ozanne (1728-1811) (1737-1813), Pieter Monamy (1681-1749), Charles Brooking (1723-1759), Francis Swaine (1720-1782), Jan van Os (1744-1808), Hendrik Kobell (1751-1779) en in de Nederlanden ten slotte Frans Balthasar Solvyns (1760-1824).
Het lijkt bijna ondenkbaar dat Tency het werk van deze kunstenaars niet zou hebben gekend, al was het maar via reproductiegrafiek. En deze bestond in overvloed. Op die wijze moet hij ook de marineschilderkunst uit de late 17e eeuw gekend hebben met als voorname exponenten Willem van de Velde de Jonge (1633-1707) en Abraham Storck (1644-1710).
Wanneer Tency’s Storm op zee uit het Antwerpse museum getoetst wordt aan soortgelijke schilderijen uit het oeuvre van genoemde tijdgenoten, dan vallen er toch wel meerdere gelijkenissen op. Zo bijvoorbeeld de elementen die het voorplan vullen en die voor een soort coulissewerking zorgen, de gesticulerende personages, de algemene sfeer die uit het werk spreekt en die we als pre-romantisch kunnen omschrijven.
Bij Tency vinden we echter niet het rijke coloriet dat de meesten van zijn hogergenoemde collega’s gebruikten. Zijn palet bleef monotoner. Verder lijkt het ernaar dat Tency zich niet aan de topografische marineschildering waagde, het genre waarvan Vernets Ports de France het meest beroemde voorbeeld zijn. Tency heeft zich, voor zover we dat nog kunnen nagaan, beperkt tot het pure genrestuk : storm, zonsondergang, kalm water.
Schilderijen van Tency zijn heel erg zeldzaam. De “Storm op zee” uit het Antwerpse Koninklijk Museum voor Schone Kunsten zou trouwens het enige werk van hem in openbaar bezit zijn. Het is er dan nog eerder toevallig, via een legaat gekomen en was zeker geen doelbewuste aankoop. Maar juist om haar zeldzaamheid is de Antwerpse marine zo belangrijk: zij is voorlopig het enige authentieke werk van Tency in openbaar bezit waarnaar telkens moet worden verwezen, wil men een oordeel vellen over zijn kunst en stijl.

## Musea
- Koninklijk Museum voor Schone Kunsten, Antwerpen